# Montorio (kommunhuvudort)
Montorio är en kommunhuvudort i Spanien.   Den ligger i provinsen Provincia de Burgos och regionen Kastilien och Leon, i den norra delen av landet, 240 km norr om huvudstaden Madrid. Montorio ligger 950 meter över havet och antalet invånare är 177.
Terrängen runt Montorio är huvudsakligen platt. Montorio ligger nere i en dal. Runt Montorio är det mycket glesbefolkat, med 4 invånare per kvadratkilometer. Närmaste större samhälle är Santibáñez-Zarzaguda, 11,6 km söder om Montorio. Trakten runt Montorio består till största delen av jordbruksmark.